# 中非共和国正义解放者运动
中非共和国正义解放者运动（英語：Movement of Central African Liberators for Justice，简称MLCJ）是中非共和国一支反政府武装，首领是阿巴卡·萨波纳，在中非共和国内战中，它是争取团结民主力量联盟的支持者。